# Daria Tkatsjenko

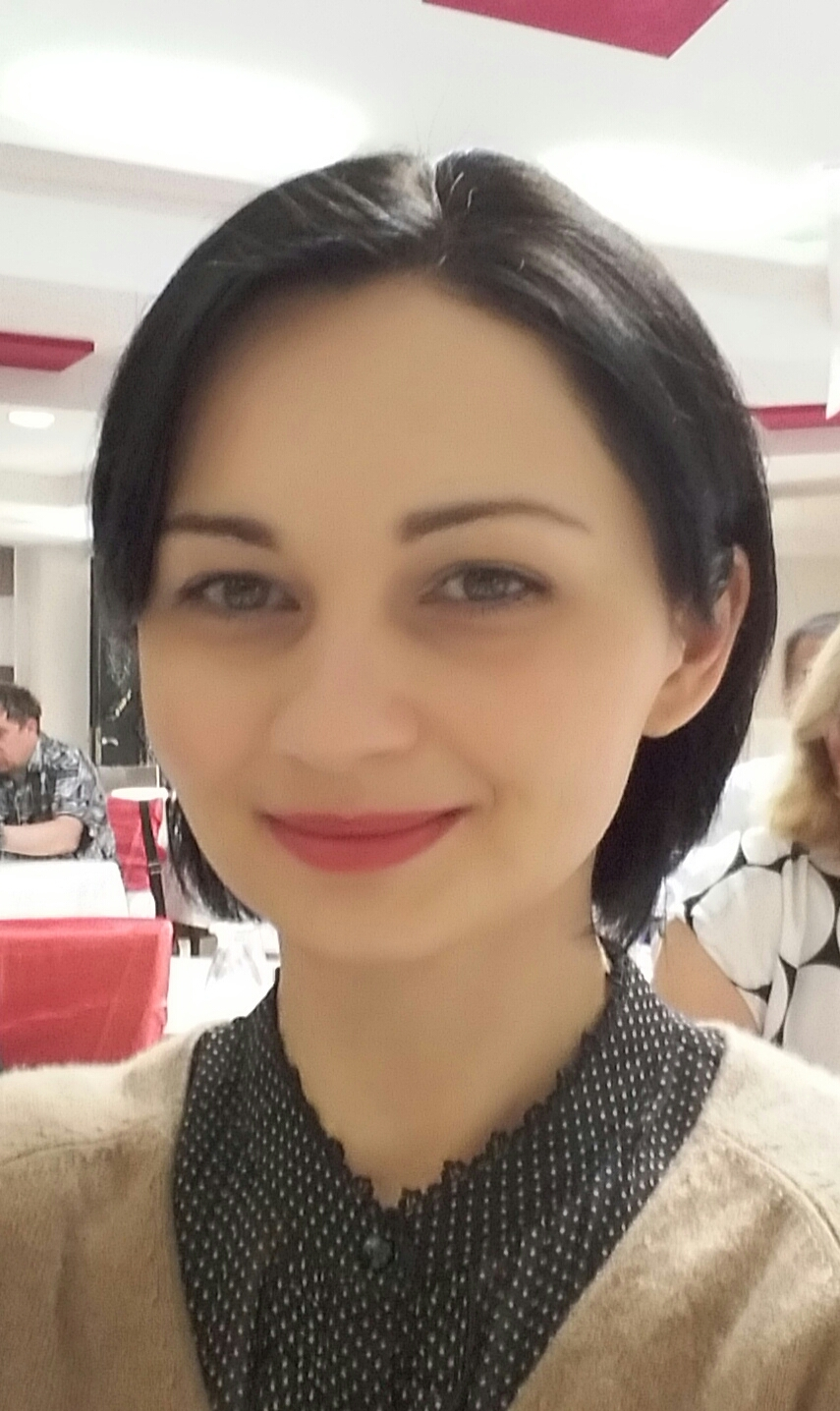
Daria Tkatsjenko

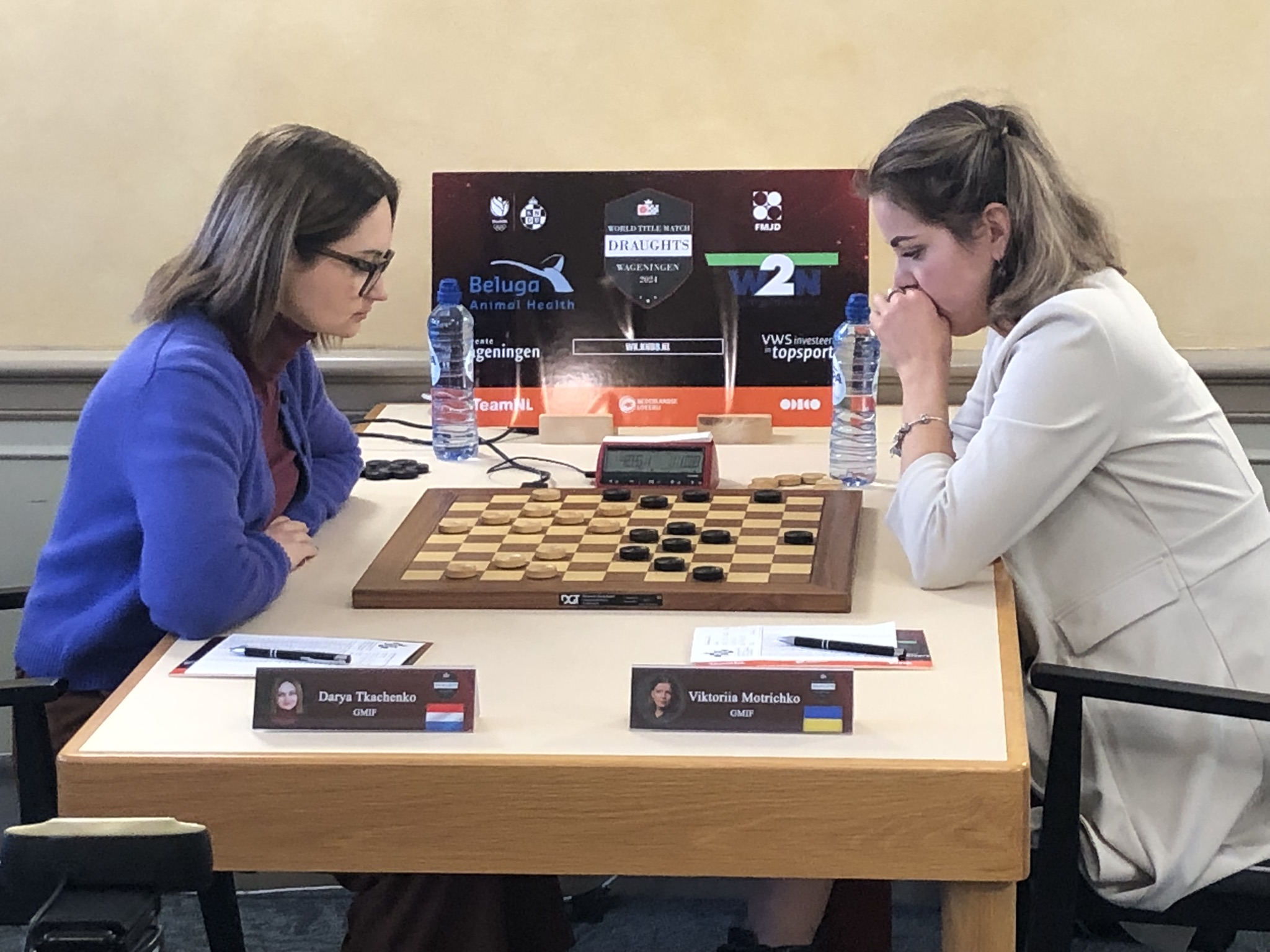
Daria Tkatsjenko in 2024 in de door haar gewonnen tweekamp om de wereldtitel tegen Viktoria Motritsjko.

Daria Tkatsjenko (Oekraïens: Дарія Ткаченко; Torez (oblast Donetsk), 21 december 1983) is een Nederlands-Oekraïens damster en vijfvoudig wereldkampioen.

## Levensloop
Tkatsjenko studeerde biologie aan de Nationale Taras Sjevtsjenko-universiteit van Kiev. Na de afronding van haar studie in 2004 volgde ze een post-graduate aan diezelfde universiteit. 
Op tienjarige leeftijd begon Tkatsjenko met dammen. Op dertienjarige leeftijd won ze een bronzen medaille op het Oekraïens kampioenschap tot 19 jaar. Drie jaar later werd ze Europees kampioen in dezelfde categorie, een prestatie die ze een jaar later herhaalde. In 2001 mocht Tkatsjenko zich wereldkampioen noemen in de categorie tot 19 jaar.
Tkatsjenko werd in 2005 in Latronico (Italië) wereldkampioene dammen en prolongeerde die titel in 2006 door Tamara Tansykkoezjina in een tweekamp met de setstanden 2-1 te verslaan. De eerste set van die tweekamp werd in Jakoetsk (Rusland) gespeeld en de tweede en derde set in Kiev (Oekraïne). In 2011 werd ze weer wereldkampioene dammen. Ze won met 2-1 van Zoja Golubeva.
Haar eerste grote internationale succes bij de senioren boekte Tkatsjenko met de  Europees titel in 2004 in Mława (Polen), een prestatie die ze twee jaar later herhaalde in Bovec (Slovenië). Haar eerste wereldtitel won Tkatsjenko in 2005 tijdens een toernooi in het Italiaanse Latronico. Een jaar later prolongeerde ze haar titel in een tweekamp tegen de Russische Tamara Tansykkoezjina. Bij de wereldkampioenschappen in 2007 eindigde Tkatsjenko als tweede. Ondanks het verlies van een titel mocht ze de wereldkampioene Tansykkoezjina het jaar daarop wel uitdagen voor een tweekamp. Deze werd wederom gewonnen door Tkatsjenko. In 2011 behaalde Tkatsjenko haar vierde, en voorlopig laatste, wereldtitel in een tweekamp tegen de Letse Zoja Golubeva.
In het daaropvolgende decennium bleven internationale titels, ondanks een tweede plaats bij het WK dammen in 2013 in het Mongolische Oelaanbaatar. Na de Russische invasie van Oekraïne in 2022 vluchtte Tkatsjenko, waar ze de Nederlandse nationaliteit ontving. Ze speelt voor de Wageningse club WSDV, Bij het wereldkampioenschap in 2023 eindigde Tkatsjenko als tweede. Daardoor mocht ze een jaar later deelnemen aan de tweekamp tegen haar voormalige landgenote Viktoria Motritsjko. In haar nieuwe woonplaats Wageningen behaalde Tkatsjenko haar vijfde wereldtitel.

## Resultaten

### Wereldkampioenschap
Tkatsjenko deed zeven  mee aan het toernooi om de wereldtitel en speelde viermaal een match om de wereldtitel:
- 2005 - eerste plaats met 17 punten uit 11 wedstrijden
- 2006 - winst in een tweekamp tegen Tamara Tansykkoezjina
- 2007 - tweede plaats met 20 punten uit 15 wedstrijden
- 2008 - winst in een tweekamp tegen Tamara Tansykkoezjina
- 2010 - vierde plaats met 9 punten uit 10 wedstrijden
- 2011 - winst in een tweekamp tegen Zoja Golubeva
- 2011 - zesde plaats met 15 punten uit 13 wedstrijden
- 2013 - tweede plaats met 21 punten uit 15 wedstrijden
- 2021 - tiende plaats met 15 punten uit 15 wedstrijden
- 2023 - tweede plaats met 21 punten uit 15 wedstrijden
- 2024 - winst in een tweekamp tegen Viktoria Motritsjko

### Europees kampioenschap
- 2004 - eerste plaats met 13 punten uit 9 wedstrijden
- 2006 - eerste plaats met 13 punten uit 9 wedstrijden
- 2008 - tweede plaats met 12 punten uit 9 wedstrijden
- 2010 - negentiende plaats met 8 punten uit 9 wedstrijden
- 2012 - vijfde plaats met 11 punten uit 9 wedstrijden
- 2014 - zevende plaats met 11 punten uit 9 wedstrijden
- 2016 - elfde plaats met 10 punten uit 9 wedstrijden
- 2024 - tweede plaats met 11 punten uit 9 wedstrijden